# Johann Ernst Altenburg
Johann Ernst Altenburg (ur. 15 czerwca 1734 w Weißenfels, zm. 14 maja 1801 w Bitterfeld) – niemiecki trębacz, organista i kompozytor.

## Życiorys
Jego ojcem był trębacz Johann Kaspar Altenburg (1688–1761). Muzyki uczył się początkowo u ojca, a później w Merseburgu u Johanna Theodora Roemhildta. Kształcił się też w Naumburgu u Johanna Christopha Altnikola. Podczas wojny siedmioletniej był trębaczem w wojsku. Później działał jako organista w Landsbergu i od 1769 roku w Bitterfeld.

## Twórczość
Napisał podręcznik gry na trąbce i kotłach Versuch einer Anleitung zur heroisch-musikalischen Trompeter- und Paukerkunst (Halle 1795), będący jednym z najważniejszych źródeł do poznania praktyki wykonawczej w XVIII wieku. Skomponował koncert na 7 trąbek i kotły, sześć sonat na instrument klawiszowy, a także mniejsze utwory na 2, 4, 6 i 8 trąbek. Jego autobiografię z 1769 roku wydał drukiem Arno Werner (Musikpflege in Stadt und Kreis Bitterfeld, Bitterfeld 1931).